# Budacin
Budacin (biał. Будацін; ros. Будатин, Budatin) – osiedle na Białorusi, w obwodzie homelskim, w rejonie homelskim, w sielsowiecie Ułukauje. Sąsiaduje z eksklawami Homla.
Znajduje tu się przystanek kolejowy Budacień, położony na wschodniej obwodnicy kolejowej Homla.